# His Only Son
His Only Son è un cortometraggio muto del 1912 diretto da Jack Conway e Milton J. Fahrney.

## Produzione
Il film fu prodotto dalla Nestor Film Company.

## Distribuzione
Distribuito dalla Universal Film Manufacturing Company, uscì nelle sale cinematografiche USA il 9 ottobre 1912.